# Lindera spirei
Lindera spirei är en lagerväxtart som beskrevs av André Joseph Guillaume Henri Kostermans. Lindera spirei ingår i släktet Lindera och familjen lagerväxter. Inga underarter finns listade i Catalogue of Life.